# Старая Обь (деревня)
Ста́рая Обь — бывшая деревня в Кривошеинском районе Томской области. Располагалась на территории современного Кривошеинского сельского поселения на старице Оби.

## История
Исторический населённый пункт южных селькупов (предположительно, группа пайкум или тюйкум). Одно из крупнейших южноселькупских поселений выше устья Чулыма. В южноселькупском ареале выделяются отдельные поселения и сгустки поселений, где в разные годы происходила концентрация селькупского населения (особенно значительная в середине XIX в.), выше устья Чулыма это Усть-Шегарские–Казырбак–Тугулинские и около пяти прилегающих более мелких поселений, в т.ч. юрты Старо-Обские. До 1930-х гг., т.е. до массовой ссылки в Нарымский край и массовых русско-селькупских брачных предпочтений, выделенные посёлки-юрты реально были местом концентрации селькупской этничности, куда стремились вернуться после многолетних миграционных передвижений по просторам Нарымского края те, кто в них родился.
Коренные жители — селькупы Каргеевы. В 1897 г.: 12 хозяйств — 70 селькупов и 2 русских. Населённый пункт относился к Больше-Провской инородческой волости со значительным селькупским населением.
Решением № 187 Томского облисполкома от 20 июля 1972 г. деревня Старая Обь исключена из учётных данных в связи с выездом жителей в другие населённые пункты.